# Burg Ōtaki
Die Burg Ōtaki (japanisch 大多喜城, Ōtaki-jō) befindet sich in der Stadt Ōtaki in der Präfektur Chiba. In der Edo-Zeit residierten dort zuletzt die Ōkōchi als Fudai-Daimyō.

## Burgherren in der Edo-Zeit
- Ab 1601 ein Zeig der Honda mit einem Einkommen von 50.000 Koku,
- ab 1617 der Hauptzweig der Abe mit 30.000 Koku,
- ab 1623 ein Zweig der Aoyama mit 20.000 Koku,
- ab 1638 ein Nebenzweig der Abe mit 10.000 Koku,
- ab 1671 ein Nebenzweig der Abe mit 16.000 Koku,
- ab 1702 der Hauptzweig der Inagaki mit 25.000 Koku,
- ab 1703 ein Zweig der Ōkōchi mit 20.000 Koku.

## Geschichte
Im Jahr 1590 baute der wichtige Vasall Tokugawa Ieyasus, Honda Tadakatsu mit einem Einkommen von 100.000 Koku in der Provinz Shimousa südwestlich der alten Burg Ōtakinekoya (大多喜根古屋城) eine neue Burg. Als Tadakatsu 1601 nach Kuwana versetzt wurde, übernahm sein jüngerer Bruder Tadatomo (忠朝; 1582–1615) die Burg.
Als im Jahr 1609 der portugiesische Missionar João Rodrigues auf dem Wege nach Mexiko kurz nach der Abfahrt an der Pazifikseite der Chiba-Küste strandete, wurde er mit seinem Gefolge von Tadatomo auf der Burg empfangen. Rodrigues beschreibt in seinem Buch über Japan, História da Igreja no Japão, die Burg als gut angelegt und die Residenz als mit Gold und Silber geschmückt.
Nachdem die Honda versetzt wurden, erhielten die Abe, Aoyama, Inagaki die Burg, bis schließlich ein Zweig der Ōkōchi die Burg übernahm und bis zur Meiji-Restauration dort seinen Wohnsitz hatte.

## Anlage

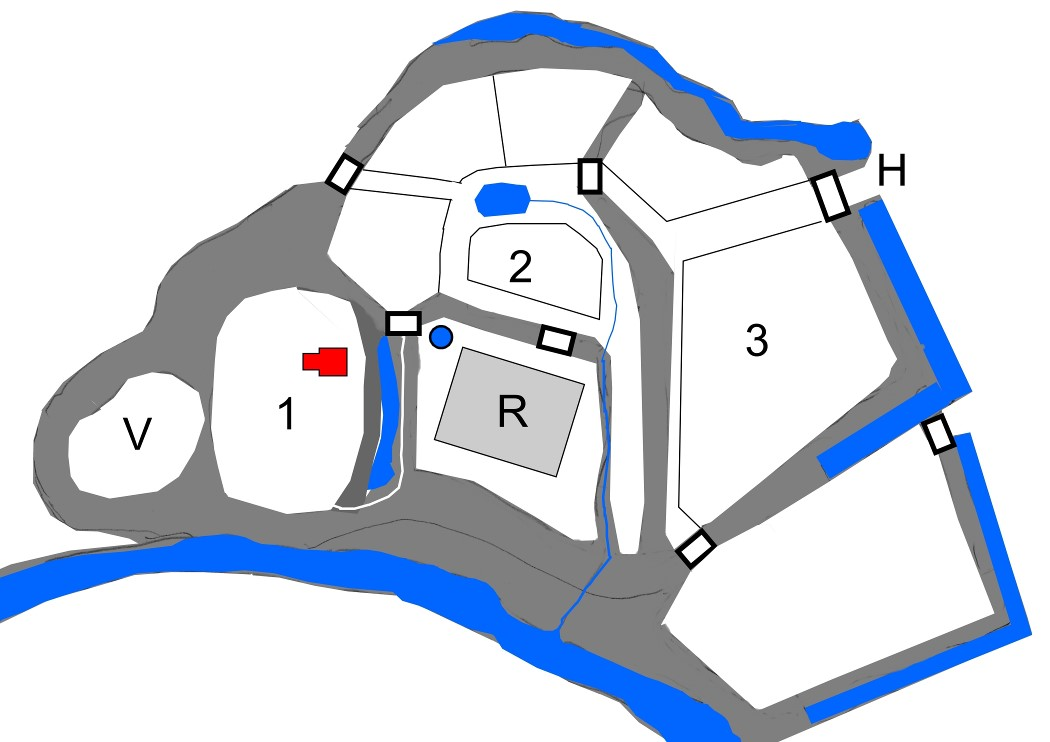
Burg Otaki 1: Hommaru mit Burgturm (Rot) 2: Ni-no-maru mit Residenz R: San-no-maru V: Vorburg

Die Burg befindet sich nordwestlich auf einer Anhöhe, die vom Izumi-Fluss (夷隅川) umflossen wird, wobei der innerste Burgbereich, das Hommaru (本丸), auf dem höchsten Punkt angelegt wurde. Eine Stufe tiefer befand sich der zweite Bereich, das Ni-no-maru (二の丸) und noch weiter tiefer der dritte Bereich, das San-no-maru (三の丸). Im zweiten Bereich befanden sich die Residenz und die Wohnsitze der wichtigsten Vasallen, im dritten Bereich die Wohnsitze weiter Vasallen sowie die Speicher für Reis und Gewehrpulver Auf der Westseite wurde das Hommaru durch die Vorburg Tsume-no-maru (詰の丸) geschützt.
Im Jahr 1699 wurde die Burg auf Befehl des Bakufu modernisiert, wobei die Gesamtanlage verkleinert wurde. Da hing damit zusammen, dass rangniedere Daimyō Burgherren waren. 1842, als Matsudaira (Ōkōchi) Masatomo (松平正和; 1823–1862) Burgherr war, gingen durch einen Brand der Burgturm und die Residenz verloren. Nur die Residenz wurde später wieder aufgebaut.
Heute gibt es wieder einen nachgebauten Burgturm, der als Museum dient und Teil des Zentralen Chiba-Präfekurmuseums (千葉県立中央博物館, Chiba kenritsu chūō hakubutsukan) ist. Im Ni-no-maru befindet sich die Ōtaki-Oberschule, das San-no-maru ist ein Wohngebiet geworden. Erhalten geblieben sind das Yakui-Tor, der große Brunnen auf dem ehemaligen Residenz-Gelände und ein Teil der Wälle und trockenen Gräben.

## Bilder

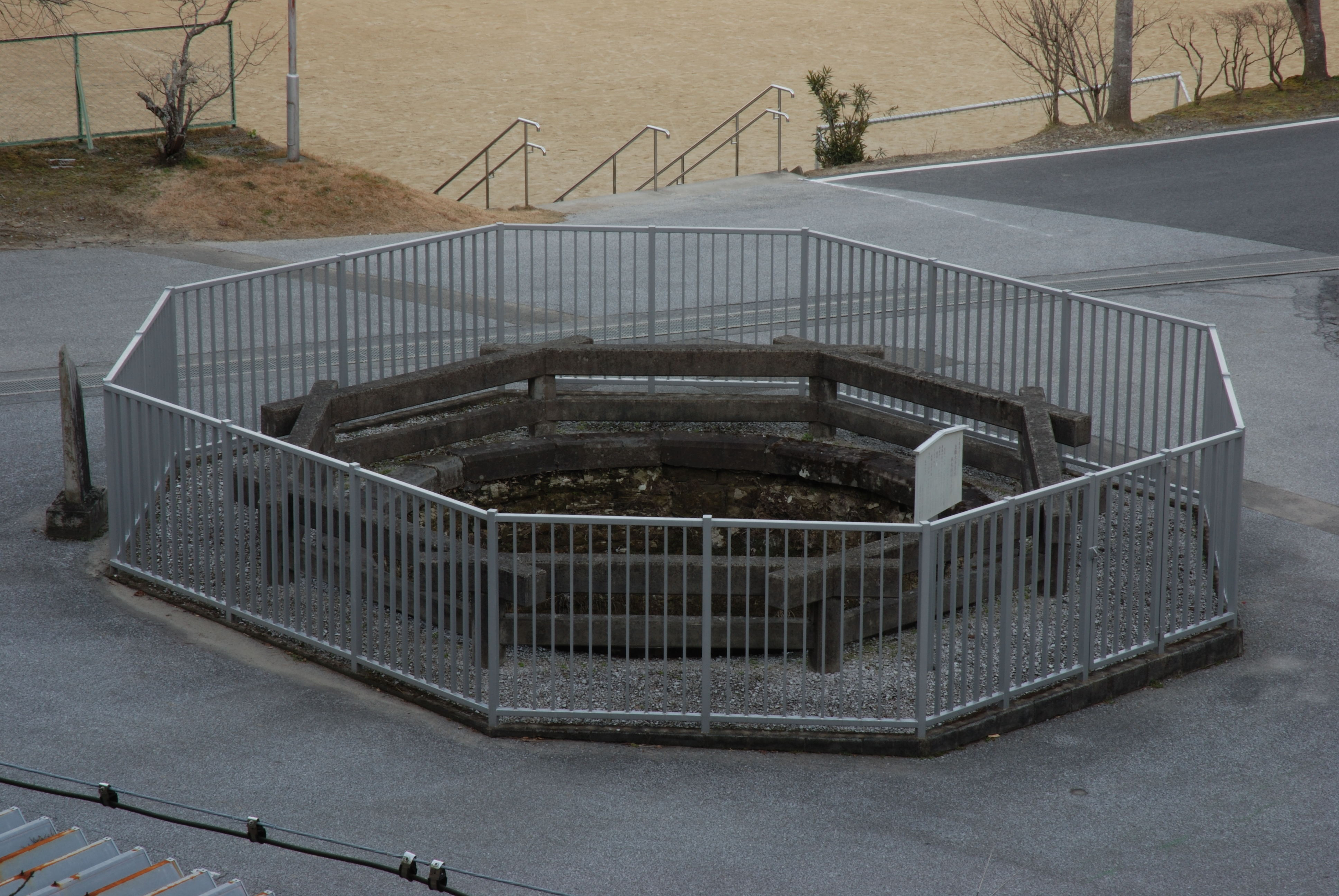
Großer Brunnen
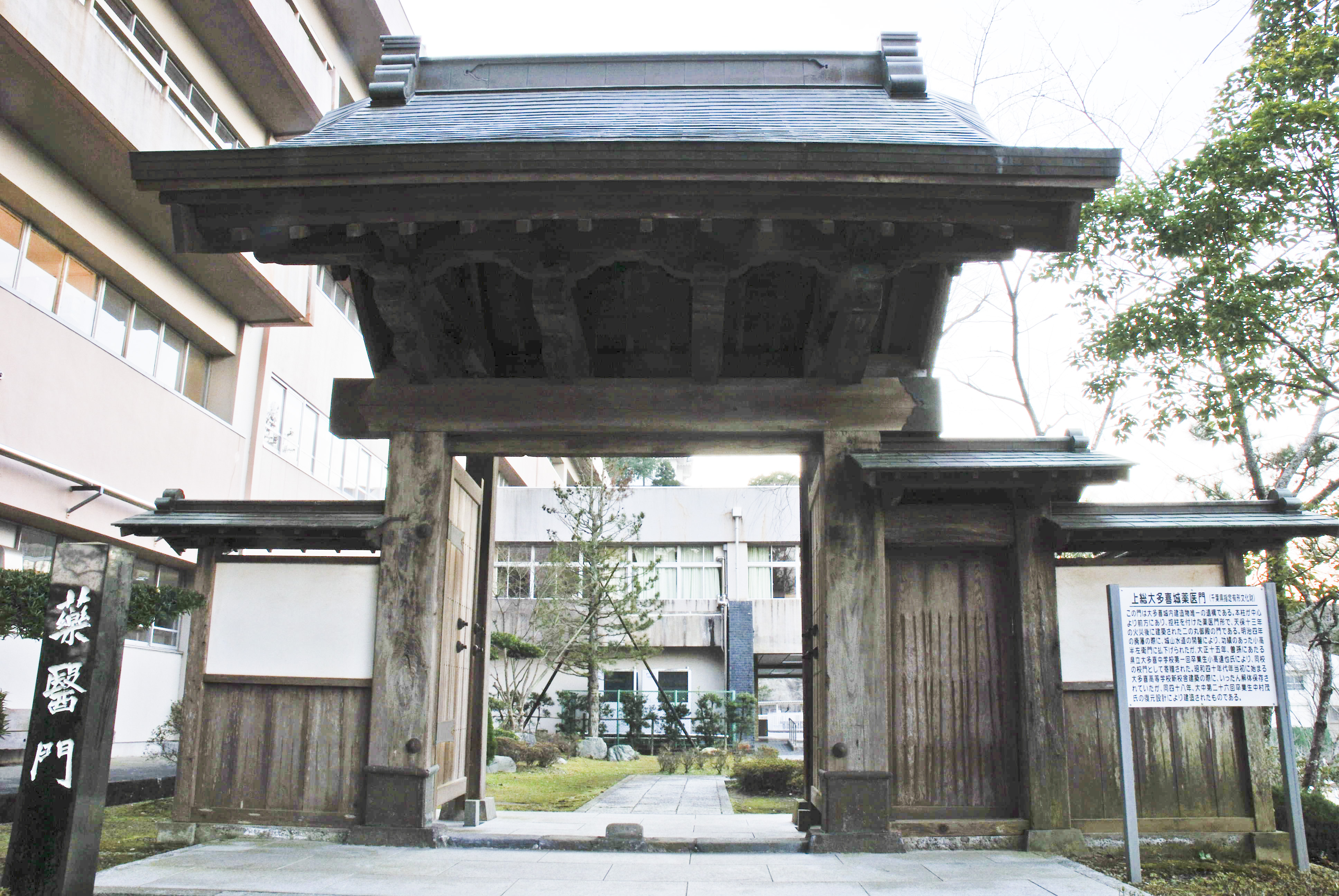
Yakui-Tor